# Alexi Ogando
Alexi Ogando (nacido el 5 de octubre de 1983 en San Pedro de Macorís) es un lanzador dominicano que juega para los Rangers de Texas en las Grandes Ligas de Béisbol.

## Carrera

### Oakland Athletics
Ogando originalmente firmó con los Atléticos de Oakland como jardinero en el año 2002. Después de jugar su primera temporada en la Dominican Summer League, bateó para .342 con trece dobles, siete jonrones (segundo en la Liga de Arizona) y 36 carreras impulsadas para los Arizona League Athletics en 2003. Comenzó la campaña de 2004 con los Vancouver Canadians, pero después de comenzar la temporada yéndose de 13-0 y con un promedio de bateo de .150 en seis partidos, fue degradado de nuevo a Arizona. A pesar de no unirse a la Liga de Arizona hasta el 1 de julio, terminó segundo en la liga con seis jonrones, y tuvo veinte hits de extra base.

### Red de tráfico de personas
Se ganó una invitación a los entrenamientos de primavera en 2005, sin embargo, cuando fue a la embajada de EE. UU. para recoger su visa de trabajo en enero, funcionarios del consulado estuvieron esperando. Se habían dado cuenta de que un excesivo número de jóvenes peloteros de ligas menores se había casado en un corto período de tiempo con mujeres que previamente le había sido negado el visado, y se levantó una bandera roja.
Ogando inmediatamente admitido su culpabilidad a su implicación en una red de tráfico de humanos, y le aseguraron que lo más probable es que solo recibiría una exclusión de un año, y que él sería capaz de volver a aplicar el año siguiente. Al final resultó que, se le prohibió la entrada a Estados Unidos por cinco años, limitándolo a la pelota invernal, la Dominican Summer League y a los torneos internacionales.

### Texas Rangers
Los Rangers de Texas lo adquirieron en la Regla 5 en diciembre de 2005 y lo convirtieron en lanzador. Ogando fue dominante en ese papel, terminando con un récord de 11-3 con efectividad de 1.11, ponchando a 114 bateadores y sosteniendo a un promedio de bateo de .209 en tres temporadas fuera del bullpen de los DSL Rangers.
El 12 de febrero de 2010, a él y Omar Beltré, quien también estuvo implicado en la red de tráfico de personas de la República Dominicana, se le concedieron los visados, y les permitieron asistir a los entrenamientos de primavera, llegando a los EE. UU. el 16 de febrero. Después de lo entrenamientos de primavera, fue asignado a Doble-A con Frisco RoughRiders, y pronto se ganó un ascenso a Triple-A después de dominar la Liga de Texas con una efectividad de 1.15 en 15.2 innings.

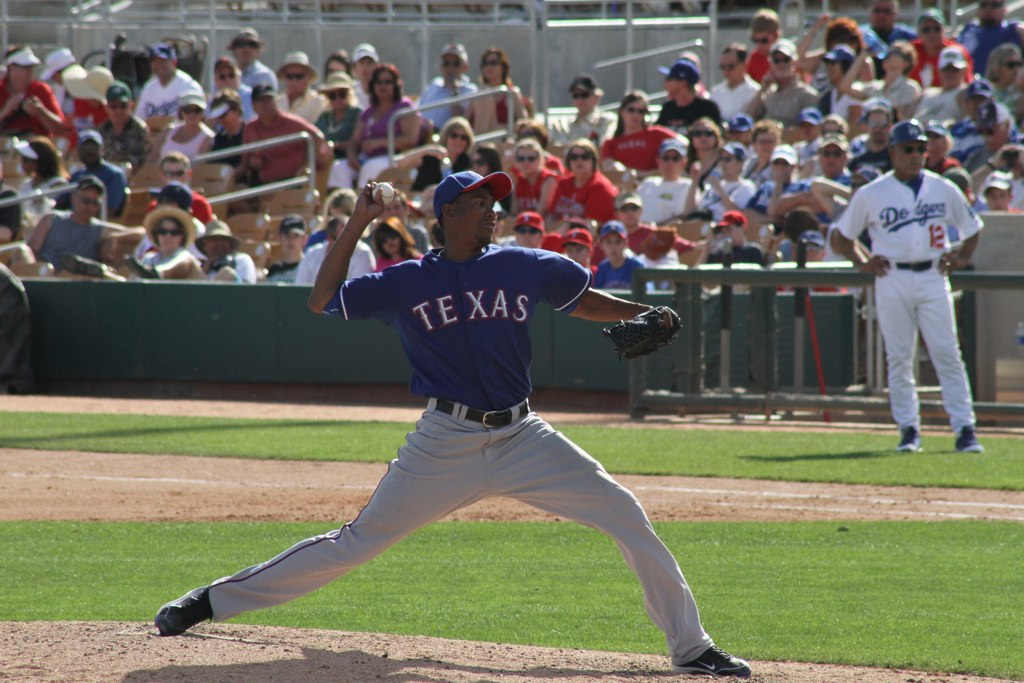
Ogando lanzando para los Rangers durante los entrenamientos de primavera de 2011

A pesar de que hizo tres aperturas con Frisco, lanzó exclusivamente en relevo con Oklahoma City RedHawks. Apareció en once partidos con Oklahoma City, antes de ganar un ascenso a las Grandes Ligas. Tomó el lugar del abridor Rich Harden en el roster de 25 jugadores cuando Harden fue colocado en la lista de lesionados de quince días. Hizo su debut en Grandes Ligas el 15 de junio, lanzando una entrada y obteniendo la victoria contra los Marlins de la Florida. Jugando en la ofensiva, Ogando también obtuvo su primer hit como bateador. Ogando se convirtió en el lanzador de relevo desde 1900 en ganar sus primeras tres apariciones en las Grandes Ligas. Ogando terminó la temporada con un récord de 4-1 y una efectividad impresionante de 1.30.
Ogando comenzó la temporada 2011 como el quinto abridor de los Rangers de Texas después de una lesión de Tommy Hunter en los entrenamientos de primavera. Hizo su primera salida el 5 de abril lanzando seis entradas sin permitir anotaciones contra los Marineros de Seattle. Empezó la temporada con 7-0 con una efectividad de 2.20 y uno de los más bajos WHIP en las Grandes Ligas. Perdió su primer partido como abridor en un blowout contra los Yankees. El 10 de julio de 2011, Alexi Ogando fue seleccionado para el Juego de Estrellas de la Liga Americana por primera vez en su carrera. Ogando reemplazó a CC Sabathia, quien estuvo reemplazando a James Shields debido a que ambos estaban abriendo un partido uno contra el otro el domingo antes de la pausa por el Juego de Estrellas.
Su actuación de pitcheo decayó dramáticamente en la segunda mitad de la temporada mientras su total de entradas lanzadas había superado con creces las del 2010. Terminó el 2011 con récord de 13-8 y una efectividad de 3.51.
En los playoffs, Ogando se convirtió nuevamente en relevista y desde entonces ha lanzado 4 entradas y dos tercios en blanco en la postemporada de 2011, incluyendo una victoria en el juego 1 de la Serie de Campeonato contra los Tigres de Detroit. En el juego 7 de la Serie Mundial de 2011, Ogando tiró exactamente un lanzamiento y obtuvo un ponche. Esto sucedió porque Michael Gonzalez se lesionó y dejó el juego con un conteo de 3-2 a uno de los bateadores.